# Franz Haidacher
Franz Xaver Haidacher (* 28. November 1915 in Pfraundorf bei Rosenheim; † 19. Juni 2009) war ein deutscher Kommunalpolitiker (SPD). Er war von 1964 bis 1978 Erster Bürgermeister der oberbayerischen Gemeinde Olching.

## Werdegang
Haidacher kam als jüngstes von sechs Kindern einer Bauernfamilie zur Welt. Er arbeitete zunächst in der Landwirtschaft. Wehrdienst und der nachfolgende Kriegsdienst unterbrachen seinen weiteren Werdegang. Im Alter von 25 Jahren erlitt er während der Kampfhandlungen eine schwere Verletzung, die die Amputation des linken Beines nach sich zog. Im Lazarett lernte er die aus Olching stammende Katharina Behn († 2000) kennen, die er 1942 heiratete. 1943 wurde der Sohn Franz geboren.
Als die Wohnung der Familie in München bei Luftangriffen zerstört wurde, zog sie 1944 in das Haus von Haidachers Schwiegereltern nach Olching, wo er bis zu seinem Tod lebte.
Er absolvierte eine Ausbildung für den nichttechnischen Verwaltungsdienst und trat 1946 in den Dienst der Gemeindeverwaltung Olching. 1963 wurde er Mitglied des SPD-Ortsverbandes Olching. Nach der Wahl seines Parteifreundes Mathias Duschl zum Landrat des Landkreises Fürstenfeldbruck wurde Haidacher 1964 dessen Nachfolger im Amt des ehrenamtlichen Ersten Bürgermeisters der Gemeinde Olching. Von 1972 bis 1978 übte er das Amt hauptamtlich aus. Daneben gehörte er von 1966 bis 1984 dem Kreistag des Landkreises Fürstenfeldbruck an.
Seine 14-jährige Amtszeit als Bürgermeister war geprägt von einem schnellen Anstieg der Wohnbevölkerung und dem damit einhergehenden Wandel von einem landwirtschaftlich geprägten Ort hin zu einem Wohnort für Angestellte im Münchener S-Bahn-Bereich. Begleitet wurde diese Entwicklung mit der Realisierung einer Reihe von infrastrukturellen Bauprojekten wie die Errichtung einer Schule mit Schwimmbad, der Bau eines Gymnasiums, eines Kindergartens, eines Feuerwehrhauses, eines neuen Rathauses sowie von Sozialwohnungen. Als 1970 das Holzstoffwerk der Dachauer Papierfabrik MD aufgegeben wurde, entstanden auf dem ehemaligen Werksgelände ein Alten- und Pflegeheim sowie Wohnungen für Einheimische. Im Zuge der kommunalen Neuordnung Bayerns bereitete er die Eingliederung der Gemeinden Esting und Geiselbullach vor, die 1978 zur Bildung der Großgemeinde Olching führte.
Haidacher war Mitglied zahlreicher Vereine und Organisationen seines Heimatortes. Von 1964 bis 1978 war er Mitglied der Verbandsausschüsse des Abwasserverbandes Ampergruppe und des Zweckverbandes zur Wasserversorgung der Ampergruppe (WVA), davon in der Zeit von 1970 bis 1978 als stellvertretender Verbandsvorsitzender des WVA.

## Ehrungen
- Verleihung des Titels Altbürgermeister
- 1980: Ehrenbürgerschaft der Gemeinde Olching
- 1986: Verdienstkreuz am Bande der Bundesrepublik Deutschland
- Medaille für besondere Verdienste um die kommunale Selbstverwaltung
- 2005: Goldene Ehrennadel der Gemeinde Olching
- 2008: Ehrenbrief der SPD, Willy-Brandt-Gedenkmünze für 45-jährige Mitgliedschaft

## Quelle
- Fritz Scherer: Die Gemeinde trauert um Franz Xaver Haidacher